# Volejbal Brno
Volejbal Brno – czeski klub siatkarski z Brna. Obecnie występuje w najwyższej klasie rozgrywek klubowych w Czechach.
Od nazwy sponsora klub przyniósł nazwę RWE Brno.

## Rozgrywki krajowe
| Sezon     | Rozgrywki | Miejsce     |
| --------- | --------- | ----------- |
| 1998/1999 | Extraliga | 7. miejsce  |
| 1999/2000 | Extraliga | 6. miejsce  |
| 2000/2001 | Extraliga | 8. miejsce  |
| 2001/2002 | I liga    | 4. miejsce  |
| 2002/2003 | I liga    | 10. miejsce |
| 2003/2004 | I liga    | 2. miejsce  |
| 2004/2005 | Extraliga | 8. miejsce  |
| 2005/2006 | Extraliga | 8. miejsce  |
| 2006/2007 | Extraliga | 4. miejsce  |
| 2007/2008 | Extraliga | 6. miejsce  |
| 2008/2009 | Extraliga | 8. miejsce  |
| 2009/2010 | Extraliga | 10. miejsce |

## Rzogrywki międzynarodowe
| Sezon     | Rozgrywki                        |
| --------- | -------------------------------- |
| 1967/1968 | Puchar Europy Mistrzów Krajowych |
| 1969/1970 | Puchar Europy Mistrzów Krajowych |
| 1970/1971 | Puchar Europy Mistrzów Krajowych |
| 1971/1972 | Puchar Europy Mistrzów Krajowych |
| 2007/2008 | Puchar Challenge                 |

## Medale, tytuły, trofea
- Mistrzostwa Czechosłowacji: 1946, 1965, 1967, 1969, 1970, 1971, 1974, 1989
- Puchar Europy Mistrzów Krajowych: 1968, 1972

## Kadra
Sezon 2013/2014
- Pierwszy trener: Miroslav Malán
- Asystent trenera: Aleš Broulík

| Nr | Imię i nazwisko | Data ur. | Wzrost | Pozycja      |
| -- | --------------- | -------- | ------ | ------------ |
| 1  | Jiří Bence      | 1985     | 188    | libero       |
| 3  | Jan Muroň       | 1985     | 185    | przyjmujący  |
| 5  | Luboš Smrčina   | 1987     | 205    | środkowy     |
| 8  | Josef Mlčuch    | 1990     | 201    | atakujący    |
| 10 | Martin Klapal   | 1984     | 200    | środkowy     |
| 12 | Michal Sládeček | 1980     | 180    | rozgrywający |
| 14 | Ondřej Kubalec  | 1990     | 200    | środkowy     |
| 18 | Vlado Katona    | 1984     | 199    | przyjmujący  |
|    | Radovan Dítě    | 1994     | 185    | libero       |
|    | Radim Hruška    | 1992     | 190    | rozgrywający |
|    | Martin Licek    | 1995     | 197    | rozgrywający |
|    | Adam Mrázek     | 1994     | 196    | przyjmujący  |
|    | Jan Pražák      | 1995     | 197    | środkowy     |
|    | Adam Rychecký   | 1995     | 202    | atakujący    |
|    | Ondrej Zaba     | 1995     | 191    | przyjmujący  |
|    | Marek Zmrhal    | 1993     | 203    | przyjmujący  |